# Isidore Partouche
Isaac Isidore Partouche (geb. 21. April 1931, Trézel - heute: Sougueur, Algérie française; gest. 30. April 2025) war ein französischer Unternehmer. Er war der Gründer der Groupe Partouche, einer der bedeutendsten Betreiber von Casinos in Europa.

## Leben

### Jugend und Anfänge
Partouche wurde am 21. April 1931 in Trézel geboren. Er entstammt einer Familie jüdischer Händler aus Oran. Partouche begründete sein Unternehmen in Algerien mit dem Verkauf von Radios. Er wurde der erste Konzessionnär für Philips in dem Land. Nach der Unabhängigkeit Algerienes blieb er einige Zeit in Oran, ging dann jedoch Anfang der 1960er nach Frankreich. Er siedelte sich in Pas-de-Calais an, wo er eine Kartbahn betrieb und eine Diskothek (boîte de nuit) in Touquet-Paris-Plage.

### Gründung und Entwicklung der Groupe Partouche
1973 kaufte Partouche mit Hilfe seiner Brüder und Schwestern das Casino von Saint-Amand-les-Eaux samt Thermalbad und Mineralwasserquelle für die symbolische Summe von einem Franc. Damit begann der Aufbau der Groupe Partouche. Er sanierte das bankrotte Unternehmen. Seinen Gewinn verdankt er vor allem der Aufstellung von Spielautomaten, die Ende der 1980er Jahre in Frankreich erlaubt wurden.
Unter seiner Führung erlebte die Gruppe eine schnelle Expansion und erwarb mehrere Casinos im Norden Frankreichs sowie im In- und Ausland. Zu den bemerkenswerten Akquisitionen zählen das Casino du Touquet (Touquet, 1976), Casino de Forges-les-Eaux (Forges-les-Eaux, 1986), Casino de Dieppe (Dieppe, 1988) und Casino de Vichy (Vichy, 1989). Der Konzern wurde 1995 an die Börse gebracht.
Seit den 2000ern übertrug „Monsieur Isidore“ schrittweise die Leitung der Gruppe an seinen Sohn Patrick Partouche.

## Tod
Isidore Partouche verstarb am 30. April 2025 im Alter von 94 Jahren.